# Heinrich I. (Utrecht)
Heinrich I. von Vianden († 2. Juni 1267) war Fürstbischof von Utrecht.
Der Sohn des Heinrich I. aus dem Geschlecht der Grafen von Vianden war Archidiakon des Kölner Erzbistums, als er 1250 auf Betreiben König Wilhelms von Holland an Stelle des abgesetzten Gosewyns van Aemstel auf den Utrechter Stuhl erhoben wurde. Streitbar und tüchtig, eng verbunden mit den Holländern, trat er nicht allein den Geldrischen und den mit diesen verbundenen Herren von Aemstel und Woerden entgegen, sondern besiegte sie und nahm sie gefangen. 
Zum Schutze Utrechts gegen weitere Versuche ihrerseits baute er die Burg Vreeland. Auch 1257 rettete sie, als sie mit Florens V., dem Vogt und Regenten Hollands, den Bischof bekriegten, nur Heinrichs Fürsprache. Fortwährende Kämpfe mit seinen nur widerwillig gehorchenden Untertanen in Drenthe und mit Gelderland und Jülich füllten die Regierung Heinrichs aus. Wie sein Nachbar und Patron, König Wilhelm, war er freigebig gegen die Bürger, erneuerte und vermehrte die Rechte der Städte. Bei ihnen fand er die stärkste Stütze gegen den widerspenstigen Adel. Heinrich starb 1267.